# My Name (album BoA)
My Name – czwarty koreański album studyjny BoA. Na całym świecie sprzedano 365 000 kopii.
Utwór My Name miał być dostępny do zagrania w grze Pump It Up NX, lecz został częściowo usunięty z niej tuż przed wydaniem.

## Lista utworów
1. „My Name”
2. „Spark”
3. „I Got U”
4. „My Prayer  / 기도”
5. „One Wings-Embracing Each Other / 완전한 날개”
6. „Pit-a-Pat / 두근두근”
7. „I Kiss”
8. „Don't Give a Damn / 상관없어”
9. „Maybe... Maybe Not? / 그럴 수 있겠지...!?”
10. „Etude”
11. „Good-Bye / 인사”
12. „Feel Me”
13. „Stay in Love / 바보같죠”
14. „We / 우리”
15. „My Name” (wersja chińska)
16. „My Prayer” (wersja chińska)
17. „My Name MV” (Playback)